# Paul Magloire
Paul Eugène Magloire (Quartier-Morin, 19 de julio de 1907 - Puerto Príncipe, 12 de julio de 2001) fue un militar y político haitiano. 
Fue miembro de la Junta Militar presidida por Franck Lavaud y formada al ser derrocado Dumarsais Estimé, y presidente de Haití entre 1950 y 1956. Poco después de iniciarse el gobierno de François Duvalier, en diciembre de 1956, Magloire se exilió del país, instalándose primero en la Jamaica británica y luego en Estados Unidos hasta que en 1986 regresó a Haití desde Nueva York.

## Biografía

### Primeros años e inicios
Paul Eugene Magloire nació un 19 de julio de 1907 en Quartier-Morin, municipio de Cap-Haitien, en el departamento de Nord. Hijo del General Eugène Magloire y su esposa Filomena, el joven Paul hizo sus estudios secundarios en el Liceo Philippe Guerrier de Cap-Haitien. Después de una breve carrera docente, se alistó en 1930 en la Academia Militar en Port au Prince. Salió un año después y recibió su primera comisión como segundo teniente. Será ascendido a teniente en 1933.
En 1935 fue destinado a Cap-Haitien como subcomandante de la región militar, cargo que mantuvo hasta 1938 cuando fue ascendido a capitán y comandante de ese distrito. Al año siguiente, se graduó en la Facultad de Derecho de Port-au-Prince.
En 1941, fue trasladado a Port-au-Prince como comandante de la Penitenciaría Nacional (también conocida como Gran Prisión), y en 1944, se convirtió en el jefe de la policía de Port-au-Prince. El mismo año fue ascendido a Mayor y nombrado comandante del Departamento de fuerzas militares occidentales.

### Primeras relaciones con el poder
En Port-au-Prince, se vinculó con la elite haitiana, se familiarizó con el mecanismo de engranaje político, y llegó incluso a dominar la mecánica. Dos ocasiones se presentaron para aprovechar su aprendizaje y experiencia política. 
La primera apareció en los primeros días de enero de 1946, cuando la población se levantó contra el presidente Elie Lescot. Magloire entró en escena, y con el apoyo de un pequeño grupo de oficiales, convenció al acosado presidente de abandonar el poder a manos de una junta de tres miembros (el mismo Magloire, el coronel Franck Lavaud y Antoine Lévelt). En este gobierno interino, se desempeñó además como Ministro de Seguridad y Defensa. Llevó a cabo la misma función cuando el mismo triunvirato reapareció en 1950, tras el golpe de Estado contra Dumarsais Estimé.
Unos meses después del golpe de Estado y con el fin de ser elegido en las elecciones que se celebrarían el 8 de octubre de 1950, Magloire dimitió de la junta y se declaró candidato presidencial. Candidato único e independiente, fue apoyado por el ejército y la elite mulata. Se convirtió en el primer presidente de Haití elegido por sufragio universal.

### Presidencia

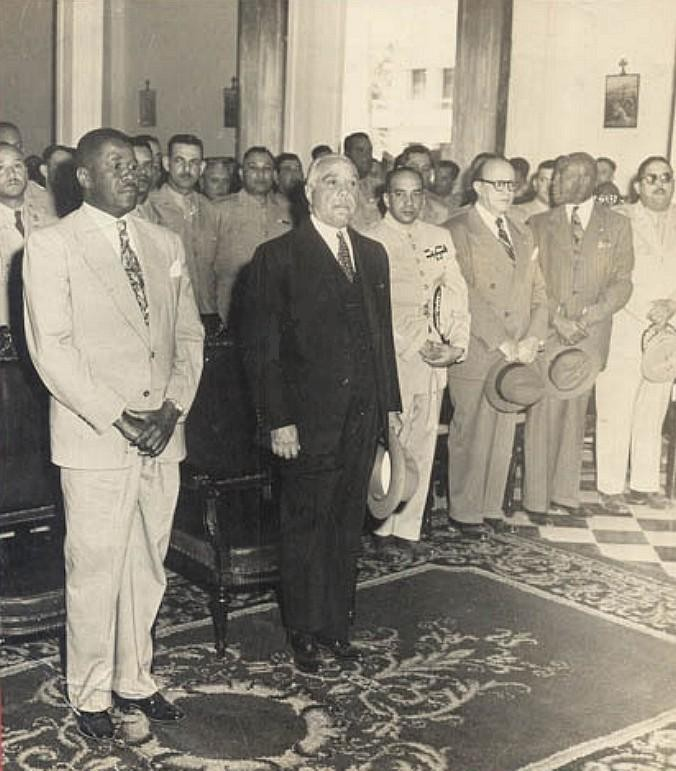
Magloire y el presidente dominicano Rafael Trujillo en 1951.

El coronel recibió la banda presidencial 10 de diciembre de 1950, armado con una constitución recientemente aprobada, y decidió abrir las puertas del gobierno a las clases sociales olvidadas después de 1946. A algunos les gusta decir que Haití experimentó su auge y su edad de oro durante su mandato, un período caracterizado también como "justo". Hay que reconocer que, junto a su política de conciliación de clases, el presidente Paul Eugène Magloire se esforzó para dotar al país de infraestructuras. También se hace notar la estabilidad política que marcó al menos los primeros años de su régimen y la modernización del país que atrajo a contingentes de turistas y muchos capitales extranjeros que estimularon la economía. Es en este contexto de auge y en un ambiente de pompa y esplendor que Haití celebró 150 años de independencia en enero de 1954.
Magloire también prestó cierta atención a las clases sociales desfavorecidas en los barrios populares No pudo, sin embargo, cumplir con todos sus proyectos.
En el frente político, Magloire gobernó con mano firme al aceptar muy poca disidencia. Por ejemplo, amordazó a sus oponentes, y en algunos casos estos fueron perseguidos o encarcelados. Algunos oponentes notables que sufrieron persecución o detención fueron François Duvalier y Daniel Fignolé. Su manera de eludir sus opositores, sindicalistas y manifestantes le valió el título de "k anson fe "(pantalones de hierro).

### Exilio
Cuando, en diciembre de 1956, Magloire aceptó, contra su voluntad, dimitir bajo la presión de la demanda popular y como resultado de la falta de apoyo de algunos de sus compañeros de armas, el país se sumió en una crisis que duró más allá de los gobiernos provisionales que siguieron y la elección de 1957. Tras la asunción de François Duvalier, Magloire optó por exiliarse. A su salida de Haití, permaneció algún tiempo en la Jamaica británica antes de viajar a Estados Unidos, donde residió hasta 1986.
A pesar de que casi nunca se dirigió directamente a la población haitiana para invitarlos a oponerse al régimen duvalierista, el gobierno de François Duvalier lo acusó en los primeros años del régimen de organizar a la oposición, y le responsabilizó del intento de golpe de Estado del 29 de julio de 1958. Debido a esto, fue despojado de su ciudadanía haitiana. Esta se le restableció después de la partida de la caída de Jean-Claude Duvalier en 1986. A su regreso a Haití este año, fue recibido con honores e incluso llegó a ser asesor especial del presidente Henri Namphy.

## Vida personal
Paul Eugene Magloire se casó el 18 de abril de 1936 con Yolette Leconte (nacida el 25 de julio de 1918 y fallecida el 13 de junio de 1981). De esta unión nacieron:
- Raymond (13 de enero de 1937)
- Elsie (29 de julio de 1938)
- Myrtha (17 de junio de 1940)
- Paule (20 de marzo de 1944)
- Yola (10 de junio de 1947).

Quedó ciego en los últimos años de su vida. Falleció en Port-au-Prince, el 12 de julio de 2001, exactamente una semana después de su cumpleaños número 94.